# NGC 6159
NGC 6159 (другие обозначения — UGC 10397, MCG 7-34-38, ZWG 224.29, NPM1G +42.0441, PGC 58185) — галактика в созвездии Геркулес.
Этот объект входит в число перечисленных в оригинальной редакции «Нового общего каталога».